# Hyllus minahassae
Hyllus minahassae is een spinnensoort uit de familie van de springspinnen (Salticidae).
Het dier behoort tot het geslacht Hyllus. De wetenschappelijke naam van de soort werd in 1911 gepubliceerd door P. Merian.